# Disraeli Gears
Disraeli Gears е вторият албум на английските рок музиканти от групата Крийм. Излиза през ноември 1967 г. и стига №5 в Британските класации за албуми. Освен това той е първият им успех в Америка, където става масов хит през 1968 г. и номер 4 в американските класации. В Австралия прекарва 2 седмици като номер 1 при албумите, и е номер едно според Кеш Бокс, считано за албумите, в САЩ. От него се извеждат два сингъла – Strange Brew и Sunshine of Your Love.
Заглавието е плод на езикова грешка. Ерик Клептън дълго време обмислял да купи велосипед за шосе, и говори за това с Джинджър Бейкър. Човек от техническия персонал, Мик Търнър, споделя, че „Това са те Дизраели Гиърс“, вместо правилното „скорости на предаването“, но така се прави отпратка към британския премиер от 19 век Бенджамин Дизраели. Музикантите смятат това за ужасно смешно и решават да нарекат албума по този начин.
Версията с 11 парчета е ремастерирана през 1998 г., а през 2004 г. е пуснат двоен диск – луксозно издание.
През 1999 г. албумът е удостоен с място в Залата на славата на Грами.
През 2003 г. албумът е поставен под номер 114 г. в списъка на Ролинг Стоун за „500-те най-велики албума на всички времена“. Ви Ейч Уан го определят като 87-и най-велик албум, в класацията си от 2001 г. През 2008 г. албумът печели Награда за класически албум на сп. Класик Рок.